# Maharashtra Open 2023
Tata Open Maharashtra 2023 a fost un turneu de tenis programat să se joace pe terenuri cu suprafață dură, în aer liber. A fost cea de-a 27-a ediție a singurului turneu ATP disputat în India și a avut loc la Pune, India, între 2 și 8 ianuarie 2023. Este un turneu de categorie ATP 250 și singurul eveniment ATP Tour din Asia de Sud.

## Campioni

### Simplu
Pentru mai multe informații consultați Maharashtra Open  2023 – Simplu

### Dublu
Pentru mai multe informații consultați Maharashtra Open 2023 – Dublu

## Puncte & Premii în bani

### Distribuția punctelor
| Probă  | C   | F   | SF | QF | R16 | R32 | Q   | Q2  | Q1  |
| Simplu | 250 | 150 | 90 | 45 | 20  | 0   | 12  | 6   | 0   |
| Dublu* | 250 | 150 | 90 | 45 | 20  | 0   | N/A | N/A | N/A |

*per echipă

### Premii în bani
| Probă  | C       | F       | SF      | QF      | R16     | R32    | Q2     | Q1     |
| Simplu | $97,760 | $57,025 | $33,525 | $19,425 | $11,280 | $6,895 | $3,445 | $1,880 |
| Dublu* | $33,960 | $18,170 | $10,660 | $5,950  | $3,510  | N/A    | N/A    | N/A    |

* per echipă